# Jan-Hendrik Brincker
Jan-Hendrik Brincker (* 24. März 1972 in Lübeck) ist ein deutscher Unternehmer und Kommunalpolitiker.

## Leben

### Ausbildung und Beruf
Brincker wuchs in Bad Schwartau auf. Nach dem Abitur 1991 am Gymnasium am Mühlenberg in Bad Schwartau absolvierte Brincker eine Ausbildung zum Bankkaufmann bei der Deutsche Bank Lübeck AG vorm. Handelsbank, die er im Sommer 1993 beendete. Seit 1992 gründete er verschiedene Handels- und Dienstleistungsbetriebe innerhalb der Harms & Steder Gruppe, der er als geschäftsführender Gesellschafter vorsteht.

### Politische Laufbahn
Brincker wurde 2008 Mitglied des CDU-Kreisverbandes in der Hansestadt Rostock und zog bei den Kommunalwahlen 2009 als direkt gewählter Kandidat in die dortige Bürgerschaft und damit in die CDU-Fraktion ein. Bei der Kommunalwahl 2014 wurde er erneut gewählt. Er gilt als Vertreter des liberal-konservativen Wirtschaftsflügels innerhalb der CDU. Seit 2017 gehört er als stellv. Fraktionsvorsitzender dem Fraktionsvorstand an.

### Nebentätigkeiten
Brincker ist seit 2009 Vorsitzender des Aufsichtsrats der Stadtentsorgung Rostock GmbH und Mitglied im Aufsichtsrat der WIRO Wohnen in Rostock GmbH, der größten kommunalen Wohnungsgesellschaft des Landes Mecklenburg-Vorpommern.

### Ehrenämter
Seit 2009 ist Brincker als Handelsrichter am Landgericht Rostock tätig, seit 2015 auch als Arbeitsrichter am Arbeitsgericht Rostock. Er gehört seit 2010 dem Vorstand der Jahresköste der Kaufmannschaft zu Rostock e. V.an, dem er in der Periode 2016/2017 als Öllermann vorsteht.
Im November 2012 wurde Brincker Mitglied des Aufsichtsrats des Fußballvereins F.C. Hansa Rostock. Er führte den Verein von Dezember 2012 bis März 2013 als Vorstandsvorsitzender, nachdem die vorangegangene Führung überraschend ihre Demission erklärt hatte. Nach internen Kontroversen über eine Finanztransaktion des Vereins trat er im März 2015 aus dem Gremium zurück.